# Æthelburh av Kent
Æthelburh av Kent, född 601, död 647, var en drottning av Northumbria, gift med Edwin av Northumbria.
Hon var dotter till Ethelbert av Kent. Vid hennes giftermål 625 tvingades hennes blivande make acceptera kristen mission i Northumbria. Som änka återvände hon till Kent där hon grundade ett av de första nunneklostren i England. 
Hon räknas som helgon i katolska kyrkan. 